# یواس‌اس میرکورد (اف‌اف-۱۰۵۸)
یواس‌اس میرکورد (اف‌اف-۱۰۵۸) (به انگلیسی: USS Meyerkord (FF-1058)) یک کشتی بود که طول آن ۴۳۸ فوت (۱۳۴ متر) بود. این کشتی در سال ۱۹۶۷ ساخته شد.